# NGC 2643
NGC 2643 је ознака објекта на координатама са ректансцензијом 8h 42m 9,0s и деклинацијом + 19° 31" 20'. Открио га је Алберт Март, 30. октобра 1864. Каснијим посматрањима на том положају није уочен никакав астрономски објекат.